# 群盗荒野を裂く
『群盗荒野を裂く』（ぐんとうこうやをさく 原題：Quién sabe?、米題：A Bullet for the General）は、1966年制作のマカロニ・ウェスタン。

## あらすじ
メキシコ革命のさなか、エル・チュンチョ率いる野盗団は政府の輸送列車を襲い、武器を強奪して革命軍に売ろうとしていた。襲撃の際、彼らはビル・テイトという若いアメリカ人と出会う。ビルは彼らと行動を共にし、道中で寄り道をしながらも革命軍のエリアス将軍のもとへ辿り着くが･･･。

## キャスト
| 役名             | 俳優                       | 日本語吹替 |
| ---------------- | -------------------------- | ---------- |
| エル・チュンチョ | ジャン・マリア・ヴォロンテ | 小林清志   |
| ビル・テイト     | ルー・カステル             | 市川治     |
| エル・サント     | クラウス・キンスキー       | 寺島幹夫   |
| アデリータ       | マルティーヌ・ベズウィック | 平井道子   |
| フェレイラ       | アルド・サンブレル         | 柴田秀勝   |